# Leyrat
Leyrat – miejscowość i gmina we Francji, w regionie Nowa Akwitania, w departamencie Creuse.
Według danych na rok 1990 gminę zamieszkiwały 193 osoby, a gęstość zaludnienia wynosiła 11 osób/km² (wśród 747 gmin Limousin Leyrat plasuje się na 438. miejscu pod względem liczby ludności, natomiast pod względem powierzchni na miejscu 392.).